# Queer Duck
Queer Duck (ou Pato Louco, em Portugal) é uma série de desenho animado que surgiu originariamante no site Icebox.com passando a ser vinculado pelo canal de televisão pago americano Showtime a partir de 2002, sendo exibido após os episódios de Queer as Folk.
É reconhecido como o primeiro personagem de desenho animado 'gay' da história. Em Queer Duck pela primeira vez a temática homossexual é o tema predominante. Como muitas outras animações criadas posteriormente é totalmente feito em Macromedia Flash.
O show foi criado, escrito e produzido por Mike Reiss, produtor executivo de desenhos animados da rede Os Simpsons . A animação foi dirigida e desenhada por Xeth Feinberg. A música tema do desenho animado foi realizado pela celebridade Drag queen, RuPaul .
Apesar do conteúdo sugestivo, não há linguagem gráfica ou qualquer conteúdo sexual, exceto no seu filme. O filme foi lançado em DVD "Queer Duck: O Filme" em 2006.

## Personagens

### Queer Duck
O personagem-título, cujo nome completo é Adam Seymour Duckstein (dublado por Jim J. Bullock), é um gay antropomórfico pato que trabalha como enfermeira . Em uma entrevista incluída no lançamento do DVD de Queer Duck: O Filme, Mike Reiss afirmou que Bullock é o único membro do elenco que é realmente gay, e que ele tinha insistido que o personagem fosse dublado por alguém gay.
Queer Duck tem penas de cor ciano, um pouco de franja espetado, e pode usar sombra de olho roxo. Ele veste um top sem mangas arco-íris e, como quase todos os outros da série, não usar calças. Isto segue a tradição de semi-nudez de personagens de desenhos animados, exemplificados por Porky Pig, Pato Donald, Top Cat, etc Ele é freqüentemente mostrado para ter dois dedos e um polegar em cada mão, embora de vez em quando ele tem três dedos e um polegar por mão que é típico de muitos desenhos animados contemporâneos.
Queer Duck é conhecido por fofocas sobre tudo e qualquer coisa, especialmente no telefone enquanto assistia televisão, como mostrado em Oh Cristo!, o ganho de Herpes de Sparky e Estou me assumindo. Ele é promíscuo, à sua maneira, mas não tão obcecado por sexo como seu namorado Abertamente Croco-Biba; por exemplo, ele vai muitas vezes pronunciar a palavra "cock", mas rapidamente segue com outra palavra, como "caudas", como em no episódio: The Gay Road to Morocco .
Seu inimigo é conhecido por ser apresentador de rádio Laura Schlessinger, que é retratado como um desvairado e feia velha.
Queer Duck também foi vítima de gay bashing, como mostra a Ku Klux Klan e Ollie, em que a Ku Klux Klan membros tentar queimar a casa dele para baixo. Quando seu disfarce falhar, ele beija o revelou Jerry Falwell, apenas para ser derrubado pelos outros homofóbicos. Quando no céu ele descobre que ícones famosos como Sócrates e Leonardo da Vinci também são gays, para grande desgosto de Jerry Falwell.
Ao longo da série, o público descobre que Queer Duck tem uma mãe que está em negação de sua sexualidade, um pai diabético (cujo nome é revelado para ser Morty no episódio Quack Doctor), um irmão reta chamado Lucky (que é mostrados para ter intimidado Queer Duck quando eram mais jovens), um sobrinho chamado Little Lucky e uma irmã lésbica chamada Melissa. Queer Duck não é o filho mais amado de sua família e há fortes indícios de que o irmão mais velho de sorte é a mais favorecida, devido a sua heterossexualidade.
Queer Duck tem medo de mostrar sua sexualidade a seu sobrinho Pouco Lucky (que apareceu pela primeira vez em Fiddler on the Roofie), especialmente ao acampar com dois amigos de pouco de sorte. Eles descobriram uma de suas revistas, que incluiu anúncios pessoais que continham siglas como GBM, S & M e B & D. Sorte, no entanto, já está ciente da identidade sexual de seu tio, quando seus companheiros campistas ameaçá-lo, dizendo: "Seu tio é gay", as respostas da Sorte: "Bem, DUH!".

### Outros Personagens
Croco-Biba (dublado por Kevin Michael Richardson, no estilo de Harvey Fierstein), é Queer Duck do outro significativo. Seu nome completo é Steven Arlo Croco-Biba. Ele é tímido e inseguro e normalmente é a voz da razão, sempre que Queer Duck fica-se ou qualquer outra pessoa em apuros. Ele se casa com Queer Duck em um casamento judaico em Vermont no episódio "Wedding Bell Blues" (embora muitas vezes são vistos como tendo um relacionamento aberto); um alce foi o rabino . Ele trabalha como garçom em um restaurante que ele e Queer Duck ódio chamado "TGIM (Graças a Deus é segunda-feira)."
Urso Bipolar (dublado por Ren & Stimpy e Futurama ator Billy West, no estilo de Paul Lynde) é um dos amigos de Queer Duck. Ele sempre faz piadas ruins, onde só ele mesmo encontra graça. Este personagem não deve ser confundido com um personagem chamado Urso Bipolar de The Tick . Ele trabalha em uma banca de perfume em um shopping.
Oscar Wildcat (dublador Maurice LaMarche) é um personagem urbano, muitas vezes retratado como um alcoólatra (ele é sempre visto segurando algum tipo de álcool, geralmente um martini). Ele tem uma antipatia profunda por sua própria mãe e já deu a entender que ele gostaria matá-la. "Se eu saí ele iria matar a mãe! ... Eu vou fazer isso hoje à noite." Ele trabalha em uma loja de antiguidades Shirley Temple chamada de "Shirley Você Jest".Recorrentes personagens de apoio incluem a mãe de Queer Duck (interpretada por Estelle Harris, mãe de George em Seinfeld) e inimigo do grupo, Dr. Laura Schlessinger (interpretada pela atriz voz Tress MacNeille). Um personagem, um grande e bem construído cavalo, retrata personagens diferentes em cada episódio. Ele começa como um ministro cristão conversora de gay, mas depois retrata personagens mais gays sensível, como um comissário de bordo em TWGay . Outros personagens que apareceram incluem Truman Coyote, Ricky Marlin e KY Jellyfish.